# Siegfried Lehmann (Politiker)

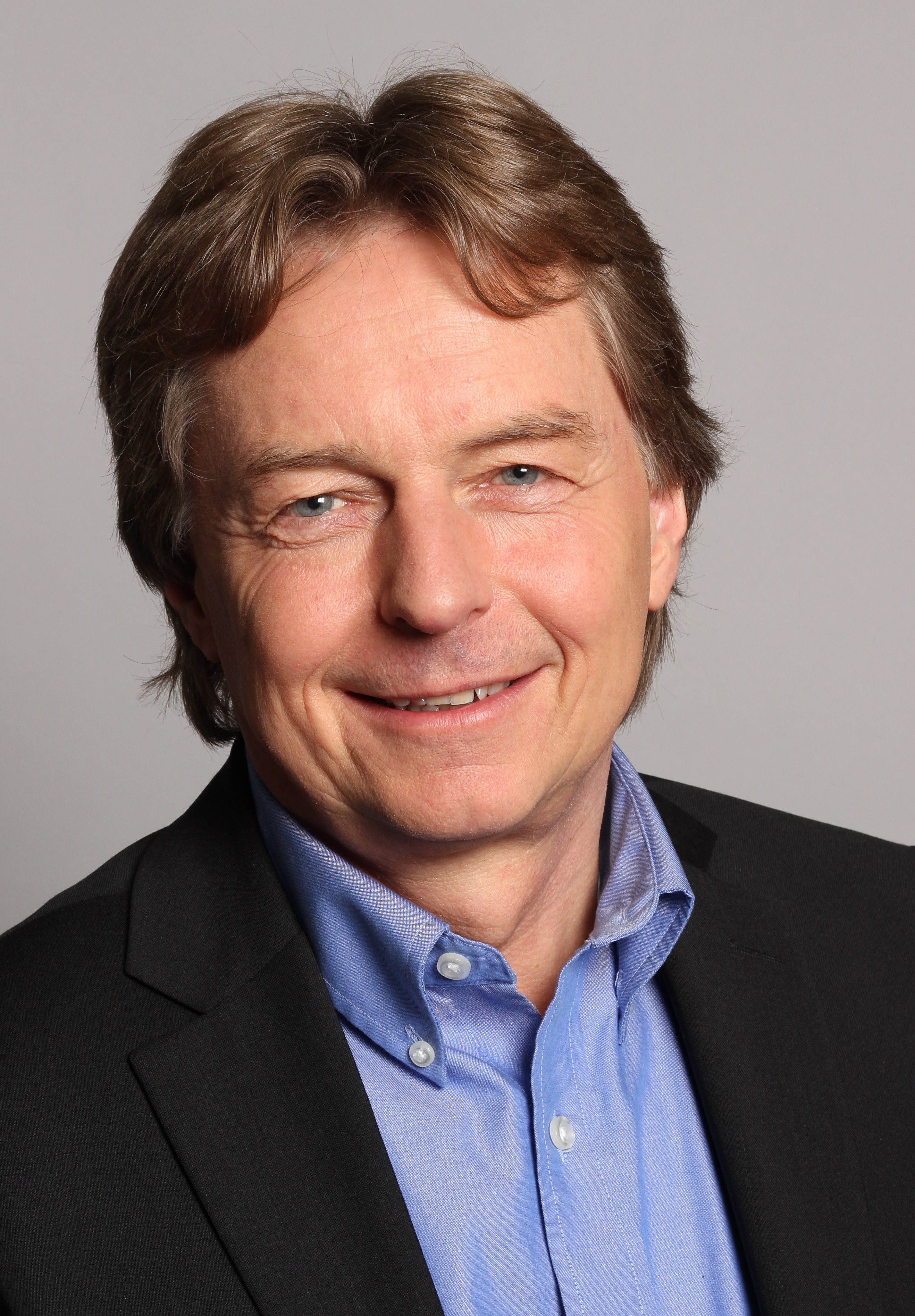
Siegfried Lehmann (2013)

Siegfried Lehmann (* 24. Januar 1955 in Lieberose, Brandenburg) ist ein deutscher Politiker von Bündnis 90/Die Grünen und war von 2006 bis 2016 Abgeordneter im Landtag von Baden-Württemberg.

## Ausbildung und Beruf
Siegfried Lehmann besuchte die Volks- und Hauptschule in Radolfzell. Nach einer Berufsausbildung als Technischer Zeichner bei der Allweiler AG in Radolfzell studierte er von 1977 bis 1980 Maschinenbau an der FH Konstanz. Anschließend war er zwei Jahre als Sachverständiger beim TÜV Baden tätig, bevor er von 1982 bis 1985 an der Universität Stuttgart ein Lehramtsstudium mit der Fachrichtung Fertigungstechnik absolvierte.
Ab 1987 unterrichtete er an der Hohentwiel-Gewerbeschule in Singen die Fächer Informationstechnik und Mathematik. Er war fünf Jahre lang Studiendirektor und Fachberater beim Oberschulamt im Regierungspräsidium.

## Politische Tätigkeit
1979 war Siegfried Lehmann Gründungsmitglied der Grünen und von 1983 bis 1986 Mitglied des erweiterten Landesvorstands der Grünen Baden-Württemberg. Seit 1989 ist er Vorsitzender der Gemeinderatsfraktion der Freien Grünen Liste im Gemeinderat der Stadt Radolfzell und seit 1994 Mitglied der Fraktion der Grünen im Kreistag des Landkreises Konstanz. Seit 2004 ist er zudem Mitglied der Verbandsversammlung des Regionalverbands Hochrhein-Bodensee.
Bei der Landtagswahl in Baden-Württemberg am 26. März 2006 wurde er mit einem Zweitmandat im Wahlkreis 56 (Konstanz) Abgeordneter im 14. Landtag von Baden-Württemberg. Bei der Landtagswahl am 27. März 2011 wurde er wiedergewählt. Er konnte sich mit 34,7 % der Stimmen gegen Andreas Hoffmann von der CDU durchsetzen und zog mit dem Direktmandat in den 15. Landtag ein. Dort war er zuständig für berufliche Bildung, Weiterbildung, Jugend und das geplante atomare Endlager im schweizerischen Benken. Von 2011 bis 2016 war er Vorsitzender des Ausschusses für Kultus, Jugend und Sport und Mitglied im Europaausschuss.
Am 1. Juli 2015 unterlag Lehmann bei der parteiinternen Nominierung zur Landtagswahl in Baden-Württemberg 2016 seiner Herausforderin Nese Erikli.